# حامد النموشي
حامد النموشي (بالفرنسية: Hamed Namouchi)‏ (مواليد 14 فبراير 1984 في كان - فرنسا) لاعب دولي تونسي يلعب حاليا لصالح نادي الدرجة الأولى غرونوبل الفرنسي منذ 2010 في مركز الوسط المحوري. وقد سبق له اللعب مع جمعية كان، نادي رينجرز ونادي لوريان ونادي فرايبورغ. أصبح لاعبا دوليا منذ 2005 وشارك مع المنتخب التونسي في كأس العالم 2006 في ألمانيا.

## روابط خارجية
- حامد النموشي على موقع الاتحاد الأوربي (الإنجليزية)
- حامد النموشي على موقع رابطة كرة القدم الفرنسية للمحترفين (الإنجليزية)
- حامد النموشي على موقع قاعدة بيانات كرة القدم.إي يو (الإنجليزية)
- حامد النموشي على موقع ناشيونال فوتبول تيمز (الإنجليزية)
- حامد النموشي على موقع Soccerbase.com (لاعب) (الإنجليزية)
- حامد النموشي على موقع عالم كرة القدم.نت (الإنجليزية)
- حامد النموشي على موقع كووورة